# Both Directions at Once: The Lost Album

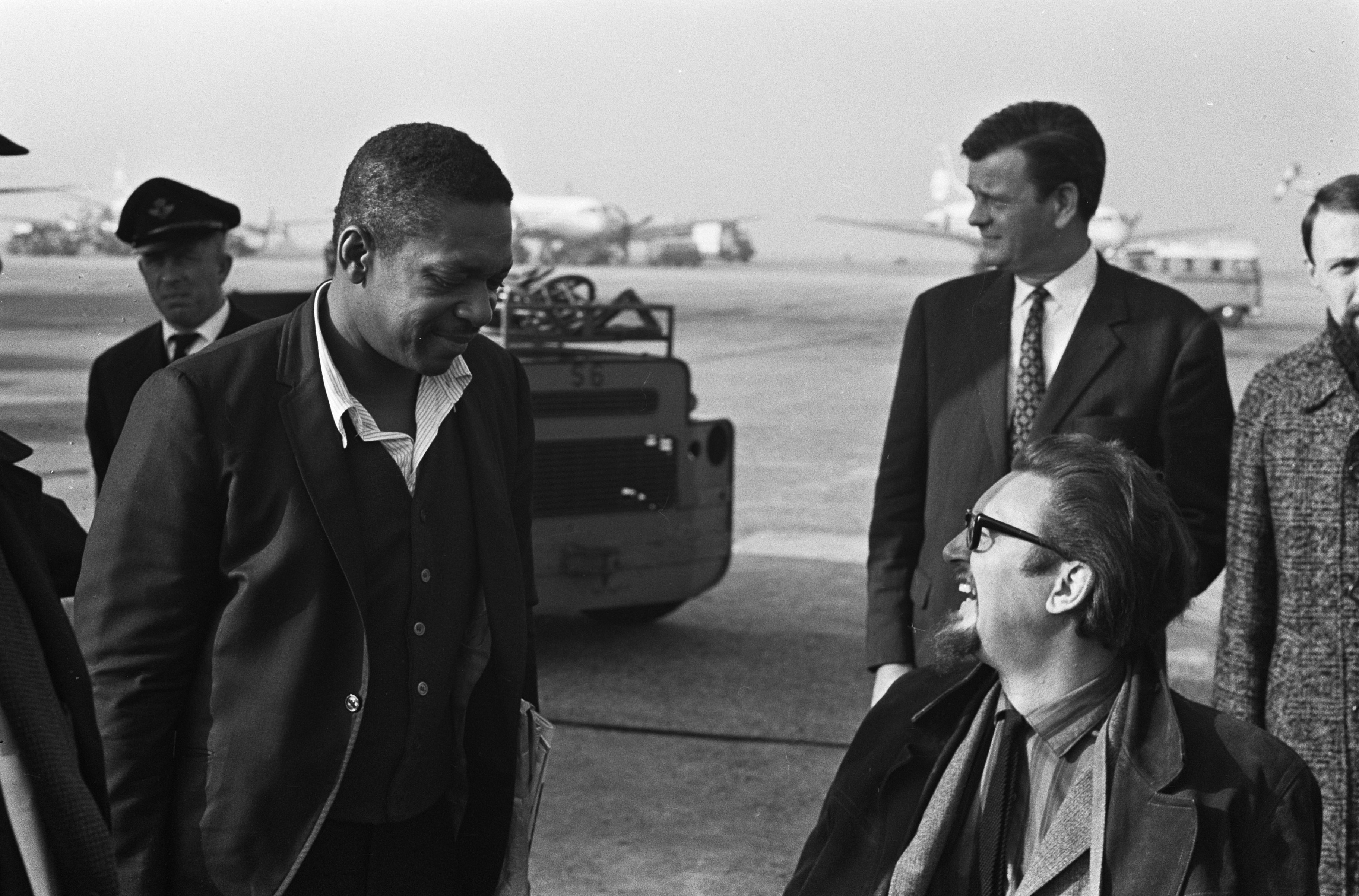
John Coltrane 1963 bei seiner Ankunft auf dem Flughafen Schiphol. Rechts Michiel de Ruyter

Both Directions at Once: The Lost Album ist ein Jazz-Album von John Coltrane, das am 6. März 1963 in Englewood Cliffs, New Jersey aufgenommen wurde. Nachdem es nach 55 Jahren wiederentdeckt wurde, erschien es am 29. Juni 2018 bei Impulse! Records als Einzel-CD bzw. LP, in erweiterter Form auch als Doppelalbum. Sonny Rollins verglich das Auftauchen der Bänder damit, als hätte man eine neue Kammer der Cheops-Pyramide gefunden.

## Hintergrund
Die eintägige Session, die das Album einfängt, war mit Coltranes sogenannter Classic-Quartet-Besetzung aufgenommen worden: Neben John Coltrane am Tenor- und Sopransaxophon spielten in Rudy Van Gelders Studio Jimmy Garrison (Bass), Elvin Jones (Schlagzeug) und McCoy Tyner (Klavier). Die Bänder der Aufnahme verblieben damals im Studio und wurden dem Spiegel zufolge zunächst angeblich einfach vergessen.
Die Masterbänder von Both Directions at Once waren einem anderen Narrativ zufolge vermutlich das Opfer „kollektiver Knauserigkeit und Kurzsichtigkeit.“ Nachdem das Label Impulse! 1967 an die Westküste der USA gezogen war, wurde die Sammlung der Masterbänder eingelagert. Anfang der 1970er-Jahre, als die Geschäfte des Mutterlabels ABC nicht mehr rund liefen, entschied die Unternehmensleitung aus Kostengründen, Bänder von Aufnahmen zu entsorgen, die unveröffentlicht geblieben waren. So landeten wahrscheinlich auch die Masterbänder der Coltrane-Session im Abfall.
Coltrane nahm eine Kopie der Aufnahmen mit nach Hause. Diese Referenzkopie in Mono war nach dessen Tod nicht mehr auffindbar. Erst im letzten Jahr entdeckte die Familie seiner ersten Ehefrau Juanita Naima (1923–1996, geborene Grubbs) im Nachlass der Witwe jenes Band und brachte es zu Impulse! Records. Einer der Söhne Coltranes aus zweiter Ehe, Ravi Coltrane, überwachte die Produktion und rekonstruierte die Reihenfolge, die seinem Vater vermutlich vorgeschwebt hatte. Demnach befand sich sein Vater zum Zeitpunkt der Aufnahmen „mit einem Fuß in der Vergangenheit und mit dem anderen in der Zukunft“ (with one foot in the past and one foot headed towards his future), worauf sich der Albumtitel bezieht.
Das Album enthält die bislang einzige Studioversion von „Impressions“, den langen „Slow Blues“ und die Ballade „Nature Boy“. Weiterhin befinden sich auf dem Album zwei unbekannte Stücke, die nach den Bandnummern benannt wurden, „Untitled Original 11383“ (ein Blues auf dem Sopransaxophon) und „Untitled Original 11386“, eine Referenz an Coltranes Fassung des Musicalhits „My Favorite Things“. Nach Lewis Porter erinnert es zwar im strukturellen Aufbau daran; er hält es aber auch für möglich, dass es von McCoy Tyner stammt. Mit „Vilia“ bezieht sich Coltrane auf das gleichnamige Lied aus Franz Lehárs Die lustige Witwe (1905). Das Album schließt mit „One Up, One Down“, das bislang nur in einem Bootleg-Mitschnitt aus dem New Yorker Birdland, aber nicht als Studioversion existierte. Der Coltrane-Klassiker Impressions hatte auf der Box der nun gefundenen Aufnahmen noch keinen Titel. Es sind vier Takes vorhanden. Im gleichen Jahr 1963 erschien das gleichnamige Album Impressions bei Impulse mit einer Live-Aufnahme aus dem Village Vanguard vom November 1961.
Both Directions at Once entstand in einer sehr produktiven Periode Coltranes und seines Quartetts; in dieser Zeit nahm die Band Ballads und Impressions auf; außerdem ein Album mit Duke Ellington. Während der Session hatte das Coltrane-Quartett ein zweiwöchiges Engagement im New Yorker Jazzclub Birdland; einen Tag nach dem Studiotermin folgte eine weitere Impulse-Session Coltranes (John Coltrane and Johnny Hartman) mit dem Sänger Johnny Hartman. Die Aufnahmedaten des Coltrane-Hartman-Albums werden häufig auch als 6. und 7. März 1963 angegeben, es war aber in der Coltrane-Literatur auch bekannt, dass am 6. März noch weitere Aufnahmen ohne Hartman entstanden. Nach Ashley Kahn nahm Coltrane sehr viel für Impulse auf, was auch nicht unbedingt unmittelbar veröffentlicht wurde, so dass selbst Coltrane den Überblick verlor. Bob Thiele unterstützte ihn dabei auch gegen die Plattenbosse und ging mit ihm auch nachts heimlich ins Studio. Thiele schlug ihm hin und wieder populärere Projekte vor (so entstanden die Aufnahmen mit Ellington und Hartman), die letzte Entscheidung auch über das musikalische Material hatte aber immer der Star des Labels Coltrane. Ein Problem für Thiele war, dass Coltrane fast nie mit einer ersten Aufnahme zufrieden war und auf mehreren Takes für jedes Stück drängte, was auch bei der nun entdeckten Session vom 6. März so war. Zwei Tage früher nahm McCoy Tyner im selben Studio von Rudy van Gelder sein Trio-Album Nights of Ballads and Blues auf.
Das war nicht das erste Mal, dass unveröffentlichtes Material von Coltrane aus seinen Impulse-Jahren auftauchte, und hängt mit dem Schicksal der Masterbänder der Aufnahmen zusammen. Eine erste gründliche Suche nach unveröffentlichtem Coltrane-Material in den Archiven von Impulse bei ABC stellte Michael Cuscuna ab 1978 an, was sich in einer Reihe von Veröffentlichungen spiegelte. Nach Cuscuna waren die Archive damals in einem üblen Zustand. Er musste aber oft mit Masterbändern der zweiten oder dritten Generation arbeiten. Eigentlich hatte Thiele nach dem Tod von Coltrane alle Masterbänder Alice Coltrane übergeben (und er hatte zusätzliche Kopien aller Aufnahmen mit Coltrane anfertigen lassen). Thiele war bewusst, dass Aufnahmen leicht in den Labelarchiven verschwinden oder vernichtet werden konnten, und er sah das als Maßnahme, das Werk Coltranes zu erhalten. Es existierten aber gemäß einer bei einigen großen Labels mit entsprechenden finanziellen Mitteln üblichen Praxis zwei Masterbänder. Die zweiten Bänder übergab er Anfang der 1990er-Jahre seiner ehemaligen High School in New Jersey, von wo sie an das Institute for Jazz Studies der Rutgers University kamen, die sie dem Impulse-Nachfolger Verve zur Verfügung stellten (das führte 2002 zu Deluxe-Ausgaben von Ballads und Coltrane). Bei einer Auktion in New York wurden 2005 33 Originalbänder von Coltrane-Sessions bei Impulse versteigert, darunter von der Coltrane-Hartman-Session, nicht verwendete Studioaufnahmen für Impressions und eine unveröffentlichte Aufnahmesitzung des Quartetts vom 6. März, also dem Tag vor der Hartman-Aufnahme. Die Bänder stammten aus dem Besitz der Verwandtschaft von Coltrane in Philadelphia.

## Titelliste

### Standard-Version
Seite 1
1. Untitled Original 11383 – 5:41
2. Nature Boy (Eden Ahbez) – 3:23
3. Untitled Original 11386 – 8:38
4. Vilia (Franz Lehár) – 5:32
Seite 2
5. Impressions – 4:31
6. Slow Blues – 11:26
7. One Up, One Down – 7:58

### Deluxe-Version
Seite 1
1. Untitled Original 11383 (Take 1) – 5:41
2. Nature Boy (Eden Ahbez) – 3:24
3. Untitled Original 11386 (Take 1) – 8:43
4. Vilia (Take 3) (Franz Lehár) – 5:33
Seite 2
5. Impressions (Take 3) – 4:36
6. Slow Blues – 11:29
7. One Up, One Down (Take 1) – 8:02
Seite 3
8. Vilia (Take 5) (Franz Lehár) – 4:37
9. Impressions (Take 1) – 4:07
10. Impressions (Take 2) – 4:38
11. Impressions (Take 4) – 3:40
Seite 4
12. Untitled Original 11386 (Take 2) – 8:41
13. Untitled Original 11386 (Take 5) – 8:23
14. One Up, One Down (Take 6) – 7:18

## Rezeption
Für den britischen Guardian fängt die Session John Coltrane an einem Kreuzungspunkt seiner Karriere ein; zwei Jahre vor Ascension, in dem er sein Quartett für eine experimentelle, spirituell-orientierte Bigband öffnete, steuerte er bereits 1963 schon in Richtung Free-Jazz-Klänge. Auch Impressions  (1963) enthielt schon einige raue Solos, die völlig verschieden sind von der vorigen noch vom Bebop geprägten Ära. Nichtsdestotrotz war er in dieser Zeit immer noch von Melodien angetan, wie in einem seiner zugänglicheren Alben Ballads (1963) zu hören. Auch „Untitled Original 11386“ zeige das Quartett in einem traditionellen Stil, in dem zwischen den beiden Solos ein melodischer Chorus aufgegriffen wird. Das Album enthalte Coltranes erste Version von dem durch Nat King Cole bekannten Song „Nature Boy“ und ist – im Unterschied zu der freieren Version von 1965 (auf The John Coltrane Quartet Plays) – ein geradeheraus gespielter, dreiminütiger Take ohne Solos.
Ben Ratliff, Autor von Coltrane: the Story of a Sound meinte:
„Das ist Coltrane mit seinem Quartett, das in die letzte Phase seiner stabilen und maßgeblichen Phase eintritt, in der sie oft die gleiche Handvoll Songs interpretierten. Hier gibt es kein Konzept oder großartigen Entwurf. Aber er probiert ein paar neue Songs aus, spielt einen eigenwilligen Blues und eine gut-abgestimmte Version von Impressions - und das ist schon eine Menge.“
This is Coltrane’s quartet starting to move into the last stages of their stable and authoritative phase, when they were often playing the same handful of songs. There’s no concept or grand design here. But he’s trying some new tunes, and playing a strange blues, and fine-tuning Impressions – and that’s a lot.

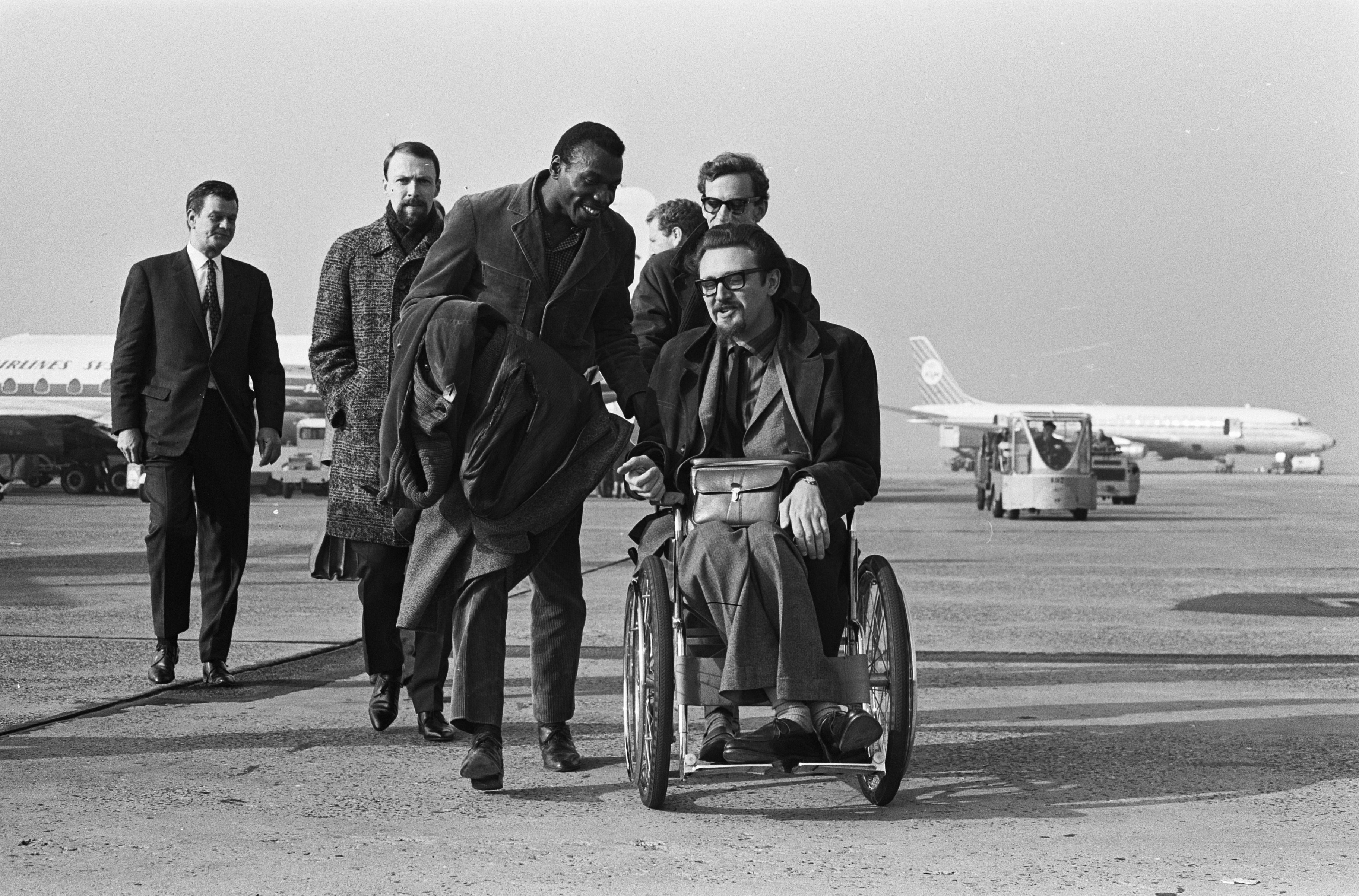
Elvin Jones 1963 bei der Ankunft am Flughafen Schiphol. Rechts Michiel de Ruyter

Für Wayne Shorter, der für die Liner Notes des Albums interviewt wurde, bezieht sich der Titel Both Directions at Once auf eine kompositorische Empfehlung, die ihm Coltrane gegeben habe (about starting a sentence in the middle, and then going to the beginning and the end of it at the same time.) Der Jazzkritiker des Guardian, John Fordham sieht hingegen eine andere Bedeutung: „Coltrane blickte auf den Bebop zurück – die Virtuosität und die melodischen Ressourcen, die er bis an die Grenze der Belastbarkeit ausgedehnt hatte – und der Song-basierte Lyrizismus des Jazz, den er zu dieser Zeit mit Duke Ellington und Johnny Hartman erforschte. Aber er schaute auch nach vorn, indem er sich eine intensivere, Mantra-ähnliche, spirituell angetriebene Musik vorstellte, was schließlich 1964 in A Love Supreme mündete.“ Der Guardian wertete das Album als „Jazzalbum des Monats“.
Der Rolling Stone vergab viereinhalb von fünf Punkten, räumte aber ein, man solle kein Meisterwerk wie Blue Train oder A Love Supreme erwarten; es sei besser, das Album als ein Schlüsseldokument für den Übergang des Quartetts in ein neues Stadium zu betrachten.
Evan Parker meinte in einem Interview, die Veröffentlichung sei sehr willkommen, das „klassische Quartett“ sei es gewesen, mit dem Coltrane sein bestes Werk vorgelegt habe. Parker hob insbesondere Coltranes Zusammenspiel mit Elvin Jones hervor; das sei „der Kern dieser Musik,... die erstaunliche Grade intuitiven Verständnisses“ erreiche.
Andrian Kreye hob in seiner Besprechung des Albums in der Süddeutschen Zeitung besonders den „Slow Blues“ hervor; es zeige, „welche Kraft Coltranes musikalischer Intellekt entwickelte“. Der Blues sei für Modernisten schon immer eine Herausforderung gewesen, „weil es schwer ist, aus der schlichten Form so auszubrechen, dass sie trotzdem erhalten bleibt. Elf Minuten feuert Coltrane auf dieser Aufnahme eine Improvisation über das Schema, kurz nur unterbrochen von einem Tyner-Solo, das wie ein Boxenstopp für seine übertourigen Synapsen wirkt.“ Die Ballade „Nature Boy“, wohl „ein Zugeständnis an den Zeitgeschmack“, spiele Coltrane „mit viel Zartgefühl“. Das bislang unbekannte Stück „Untitled Original 11383“ sei „ein durchdringender Blues auf dem Sopran“, mit „One Up, One Down“ „schießt Coltrane zum Schluss nochmals aus dem Bop in die Stratosphäre der Freiheit“.
Nach Giovanni Russonello gab es unter den acht Quartett-Alben, die Coltrane bei Impulse! veröffentlichte, zuvor nur zwei, Crescent (1964) und Coltrane (1962), die das Live-Ethos des klassischen Quartetts überlieferten, und mit der nun vorgelegten Erstveröffentlichung ein drittes Beispiel.
Reinhard Köchl sinnierte in der Zeit über den Zeitpunkt der Session:
„Warum er trotz [seines] prall gefüllten Terminkalenders in die Studios von Rudy van Gelder in Englewood Cliffs fuhr, auf die andere Seite des Hudsons, lässt sich nur erahnen. Vielleicht folgte er einfach seinem Instinkt, ahnend, dass er just in diesem Moment wahrscheinlich die Höhe seiner Spielkunst erreicht hatte, die es unbedingt galt, zu dokumentieren. “
Hans-Jürgen Schaal beurteilt das Album hingegen nüchterner: „Es macht große Freude, diese vier Könner mit unverbrauchten Tönen und Läufen zu hören, ihre frische, souveräne Direktheit im Musizieren, die heute im Jazz so gar nicht mehr möglich zu sein scheint. Die Jazzbücher aber muss man deswegen nicht gleich umschreiben.“

## Chartplatzierungen und Auszeichnungen
Mit Both Directions at Once war erstmals ein Coltrane-Album unter den US-amerikanischen Billboard-Top-40; es gelangte auf Position 21 der Charts. In Deutschland platzierte sich das Album in den Monaten Juli und August 2018 für zwei Monate an der Spitze der deutschen Jazzcharts und belegte ebenfalls am Jahresende den ersten Rang der Jazz-Jahrescharts, was das Album zum meistvertriebenen Jazzprodukt auf dem deutschen Musikmarkt im Jahr 2018 macht. Darüber hinaus erreichte Both Directions at Once ebenfalls für einen Monat die Chartspitze der deutschen Vinylcharts. Das Album gewann 2018 den Reader's Poll der Zeitschrift JazzTimes in der Kategorie Historical/Vault/Reissue Release. beim Liste der Sieger beim NPR Jazz Critics Poll der 2010er Jahre des National Public Radio siegte das Album in der Kategorie Rare Avis vor Miles Davis & John Coltrane, The Final Tour: The Bootleg Series, Vol. 6, Eric Dolphy, Musical Prophet: The Expanded 1963 New York Studio Sessions, The Savory Collection 1935–1940 und Charles Mingus, Jazz in Detroit/Strata Concert Gallery/46 Selden.

## Editorischer Hinweis
Both Directions at Once: The Lost Album erschien sowohl in einer Einzel-CD-Ausgabe (mit sieben Stücken) als auch in einer Luxus-Edition, die zusätzlich sieben Alternate takes enthält, etwa zwei weitere Fassungen von Impressions.
Der Titel „Vilia“ wurde zuvor bereits 1965 auf der Impulse-Kompilation The Definitive Jazz Scene Vol. 3 (A-9101) veröffentlicht. Das ist der einzige Track, der schon einmal veröffentlicht worden war.